# David Shea
David Shea (* 8. Dezember 1965 in Springfield, Massachusetts) ist ein US-amerikanischer Turntablist (auch Samples und Piano) und Komponist.

## Leben und Wirken
Shea studierte Komposition an der School of Performing Arts in Indianapolis und zog dann nach New York City, wo er sich als DJ einen Namen machte. John Zorn zog ihn zu zahlreichen seiner Projekte heran. Sein Debütalbum Shock Corridor wurde 1992 veröffentlicht. Seither hat er sowohl Werke für Ensembles und auch Klangcollagen veröffentlicht, die sich an Fluxus, Patchwork Music, John Cage und Iannis Xenakis orientieren. Als Teil der Down Town-Szene arbeitet er regelmäßig mit Musikern wie Zorn, Fred Frith, Anthony Coleman, Zeena Parkins, Erik Friedlander, Bill Laswell oder Elliott Sharp, aber auch mit Elektronikern wie Ikue Mori, Robin Rimbaud (Scanner) oder Charles Hayward und Bands wie Mr. Bungle.

## Diskographische Hinweise
- Prisoner (Sub Rosa, 1994)
- Hsi Yu-Chi (Tzadik, 1994)
- A Tower of Mirrors (Sub Rosa, 1995)
- Satyricon (Sub Rosa 1997)
- Classical Works (Tzadik 1998, mit Ictus Ensemble sowie mit Miguel Bernat, Erik Friedlander, Jim Pugliese)
- An Eastern Western Collected Works (Sub Rosa, 1999)
- The Book of Scenes (Sub Rosa, 2005)
- Rituals (Room40, 2014)

## Lexigraphische Einträge
- Wolf Kampmann (Hrsg.), unter Mitarbeit von Ekkehard Jost: Reclams Jazzlexikon. Reclam, Stuttgart 2003, ISBN 3-15-010528-5.